# Сабанилья (муниципалитет)
Сабанилья (исп. Sabanilla) — муниципалитет в Мексике, штат Чьяпас, с административным центром в одноимённом посёлке. Численность населения, по данным переписи 2020 года, составила 29 889 человек.

## Общие сведения
Название Sabanilla с языка цельталь можно перевести как быстрый ручей.
Площадь муниципалитета равна 250 км², что составляет 0,3 % от площади штата, а наиболее высоко расположенное поселение Лос-Наранхос, находится на высоте 1084 метра.
Он граничит с другими муниципалитетами Чьяпаса: на севере и востоке с Тилой, на юге с Симоховелем, на западе с Уитьюпаном, а на северо-западе с другим штатом Мексики — Табаско.

## Учреждение и состав
Муниципалитет был образован в 1915 году, по данным 2020 года в его состав входит 71 населённый пункт, самые крупные из которых:
| Код INEGI                  | Населённый пункт                                                                           | Численность населения (2005 год) | Численность населения (2010 год) | Численность населения (2020 год) |
| -------------------------- | ------------------------------------------------------------------------------------------ | -------------------------------- | -------------------------------- | -------------------------------- |
| 076                        | Всего                                                                                      | 23675                            | 25187                            | 29889                            |
| 0001                       | Сабанилья (исп. Sabanilla) 17°17′01″ с. ш. 92°33′06″ з. д. (административный центр)        | 2769                             | 3052                             | 3360                             |
| 0024                       | Лос-Наранхос (исп. Los Naranjos) 17°15′52″ с. ш. 92°37′11″ з. д.                           | 2194                             | 2348                             | 2830                             |
| 0023                       | Мойос (исп. Moyos) 17°21′28″ с. ш. 92°38′26″ з. д.                                         | 1887                             | 1945                             | 2100                             |
| 0009                       | Эль-Кальварио (исп. El Calvario) 17°13′06″ с. ш. 92°33′26″ з. д.                           | 1396                             | 1262                             | 1821                             |
| 0007                       | Буэнависта (исп. Buenavista) 17°13′33″ с. ш. 92°31′36″ з. д.                               | 1145                             | 1229                             | 1417                             |
| 0025                       | Эль-Параисо (исп. El Paraíso) 17°14′50″ с. ш. 92°33′24″ з. д.                              | 1018                             | 1081                             | 1291                             |
| 0037                       | Унион-Хуарес (исп. Unión Juárez) 17°23′11″ с. ш. 92°37′45″ з. д.                           | 654                              | 694                              | 1168                             |
| 0036                       | Унион-Идальго (Эль-Чорро) (исп. Unión Hidalgo (El Chorro)) 17°21′45″ с. ш. 92°36′09″ з. д. | 803                              | 912                              | 1162                             |
| —                          | Прочие                                                                                     | 11809                            | 12664                            | 14740                            |
| Названия на карте Генштаба |                                                                                            |                                  |                                  |                                  |

## Экономическая деятельность
По статистическим данным 2000 года, работоспособное население занято по секторам экономики в следующих пропорциях:
- сельское хозяйство, скотоводство и рыбная ловля — 81,6 %;
- промышленность и строительство — 4,4 %;
- торговля, сферы услуг и туризма — 11,6 %;
- безработные — 2,4 %.

## Инфраструктура
По статистическим данным 2020 года, инфраструктура развита следующим образом:
- электрификация: 98,1 %;
- водоснабжение: 39,5 %;
- водоотведение: 81,7 %.

## Туризм
Основные достопримечательности:
- церкви в Мойосе и Сабанильи, построенные в колониальный период;
- водопад Ла-Кампана, обилие рек, лесов и местной фауны.